# Liběchov
Liběchov település Csehországban, a Mělníki járásban. Liběchov Vysoká, Štětí, Mělník, Želízy, Tupadly, Horní Počaply és Dolní Beřkovice településekkel határos. Lakosainak száma 1077 fő (2024. január 1.).

## Népesség
A település lakosságának változását az alábbi diagram mutatja:
| Lakosok száma | 1410 | 1325 | 1364 | 1306 | 1147 | 981  | 1062 | 1083 | 1084 | 1077 |
|               | 1869 | 1890 | 1921 | 1950 | 1980 | 2001 | 2017 | 2019 | 2022 | 2024 |